# Los hijos de Sánchez
Los hijos de Sánchez (en inglés Children of Sánchez) es una película de 1978, dirigida por Hall Bartlett, con Anthony Quinn, Dolores del Río, Katy Jurado, Lupita Ferrer y Lucía Méndez como actores principales. Está basada en la obra etnográfica homónima del antropólogo Oscar Lewis.

## Argumento
La película narra la vida de Jesús Sánchez (Anthony Quinn), un campesino casado que trata de cuidar a su familia en una zona marginal de la Ciudad de México. Sánchez es mujeriego, abusivo, y un trabajador duro, y siente el deber de apoyar económicamente a su familia. Su conflicto principal es con su hija, Consuelo (Lupita Ferrer), en su intento de romper el papel de ser una hija sumisa. Consuelo es asesorada por su abuela, Paquita (Dolores del Río), la matriarca de la familia. El consejo que ella le da a Consuelo es casarse, ya que es la única manera de escapar de su padre misógino.

## Elenco
- Anthony Quinn ... Jesús Sánchez
- Dolores del Río ... Abuela Paquita
- Katy Jurado ... La Chata
- Lupita Ferrer ... Consuelo Sánchez
- Lucía Méndez ... Marta Sánchez
- Duncan Quinn ... Manuel Sánchez
- Stathis Giallelis ... Roberto Sánchez
- Ignacio López Tarso ... Ignacio
- Carmen Montejo ... Guadalupe
- Rebeca Silva
- Héctor Bonilla
- Patricia Reyes Spíndola
- Helena Rojo
- René Cardona
- Patricia Aspíllaga
- José Carlos Ruiz
- Domingo Ambriz
- Enrique Lucero
- José Chávez
- Adriana Rojo
- Farnesio de Bernal
- Juan Bonnet
- Beatriz Marín
- Josefina Echánove
- Sergio Calderón ... Alberto
- Mauricio Bonnet
- Elsa Benn
- Jaime Pons
- Karla Ceballos
- Paola Jímenez Pons
- Alejandro Ortiz
- Alicia del Lago
- Jeniffer Demello
- Arturo Doring
- Marta Barrientos
- Josefina Mauri
- Fernando García
- Raquel García
- Irán Eory
- Armando Silvestre
- Bette Davis (sin acreditar)

## Comentarios
La película basada en el libro homónimo del antropólogo Oscar Lewis.
Entre los asistentes al estreno estadounidense de la película el 17 de noviembre de 1978, fueron el presidente Jimmy Carter y su esposa Rosalynn Carter. Quinn se acompañó el presidente y la primera dama a sus asientos, y todo lo recaudado fue para la Defensa Legal y Fondo Mexicano para la Educación.
La banda sonora de la película fue escrita por Chuck Mangione y ganó un premio Grammy. 
La canción que dio título a la cinta también fue escrito por Mangione, y le valió un Grammy a la Mejor Interpretación Instrumental Pop.
Bette Davis apareció en un papel sin acreditar en la película.
Lupita Ferrer, aparece en los créditos con el nombre de Melanie Farrar.